# Neurofilosofie
Neurofilosofie is de interdisciplinaire studie van neurowetenschap en filosofie. Er zijn hierbinnen twee benaderingen te  onderscheiden. De eerste benadering houdt in dat men oude filosofische vraagstukken zoals dualisme, materialisme, reductionisme en Lichaam-geest interactie benadert vanuit het perspectief van de neurowetenschappen. De tweede benadering tracht resultaten van neurowetenschappelijk onderzoek te verklaren vanuit de denkwijze en methoden van de wetenschapsfilosofie. Twee belangrijke pioniers in dit vakgebied en vertegenwoordigers van beide hierboven genoemde benaderingen zijn de Amerikaanse filosofen Patricia Churchland en Paul Churchland.